# Anselme Longpré
Pour les articles homonymes, voir Longpré.
Anselme Longpré (11 février 1904 - 30 juillet 1997) est un prêtre, un théologien et un écrivain québécois. Il est connu pour avoir documenté le mouvement spirituel lacouturiste des années 1930 et 1940.

## Biographie
Né à Saint-Éphrem-d'Upton, il étudie au collège séraphique de Trois-Rivières, au noviciat des Père du Saint-Sacrement de Terrebonne et avec les Oblats. Il complète ses études philosophiques, canoniques et théologiques au scolasticat Saint-Joseph et au Grand séminaire de Montréal.
En 1930, il reçoit son ordination à Saint-Hyacinthe, où il enseignera pendant deux ans. Animateur d'un cercle de l'association catholique de la jeunesse canadienne-française, il écrira dans les journaux du mouvement des retraites. 
Curé dans les paroisses de Brigham, Granby, Saint-Aimé et Saint-Damase, il sera aussi le chapelain de la cathédrale de Saint-Hyacinthe. À Sherbrooke, il enseigne au grand séminaire puis fonde la Société des Saints-Apôtres et l'Union apostolique des compagnons de Jésus et de Marie.
Prédicateur énergique, il voyagea en Amérique centrale et fonda de nouvelles retraites. Vers la fin de sa vie, il résidait à Montréal et priait activement jusqu'au jour de sa mort le 30 juillet 1997.
Le fonds d’archives Anselme Longpré est conservé au centre d’archives de Montréal de la Bibliothèque et Archives nationales du Québec.

## Ouvrages publiés
- La folie de la croix, 1938
- Le chrétien en retraite, 1940
- Retraite : ma vie d'enfant de Dieu, 1941
- Les deux cités, 1946
- Instructions pour les dimanches et fêtes de l'année, 1955
- Le cantique des cantiques, 1958
- Notes de retraite, 1958
- Éphrem Longpré : 1890-1965, 1974
- Un mouvement spirituel au Québec, 1976

## Revues
- L'Action catholique
- Le Foyer rural
- La Revue de Granby
- Revue eucharistique du clergé
- La Terre de chez nous